# スレーター・マーティン
スレーター・マーティン (Slater Martin, 1925年10月22日 - 2012年10月18日) はアメリカ合衆国テキサス州エル・ミナ出身のバスケットボール選手。1950年代のNBAで活躍した。出身大学はテキサス大学オースティン校。ミネアポリス・レイカーズ、セントルイス・ホークスにて計5回の優勝に貢献した。1982年には殿堂入りを果たしている。
2012年10月18日、テキサス州ヒューストンで死去。86歳没。

## 生い立ち
スレーター・マーティンことスレーター・ネルソン・マーティン・ジュニアは高校はジェファーソン・デイビス高校でプレイし、同校を1942年と1943年の州チャンピオン連覇に導いた。大学はテキサス大学オースティン校に進学し、彼は同校のライバル校だったテキサスクリスチャン大学との試合では49得点を記録している。4年目のシーズンには平均16.0得点を記録し、ヘルムズ・アスレチック財団のオールアメリカンチームに選ばれた。なお在学中に第二次世界大戦のため2年間海軍に従軍している。

## NBAキャリア

### ミネアポリス・レイカーズ
大学卒業後、ミネアポリス・レイカーズに入団。マーティンはヘルマン・シェーファーらの控えガードとしてプレイし、1年目の1949-50シーズンは4.0得点2.2アシストの成績だった。当時のレイカーズはジョージ・マイカン、ジム・ポラード、ヴァーン・ミッケルセンという史上最高とも評されるフロントラインを擁するチャンピオンチームだった。レイカーズはこのシーズンも優勝を果たし、マーティンは1年目にして早くも1つ目のチャンピオンリングを手に入れた。
2年目の1950-51シーズンにマーティンは先発に昇格。チームの核はあくまでマイカンらフロントラインだったが、マーティンは彼らにパスを供給する司令塔としてチームに貢献するようになった。このシーズンのレイカーズは優勝を逃してしまうものの、1951-52シーズンからは前人未到となるファイナル三連覇を成し遂げる。マーティンも1953年にはオールスター選手となっている。1953-54シーズンの優勝を最後にマイカンが現役から引退し、レイカーズの強力なフロントラインが解体されると、チーム内でのマーティンの重要性は飛躍的に高まり、1954-55シーズンには大きく成績を伸ばして13.6得点5.9アシスト、翌シーズンには13.2得点6.2アシストとキャリアハイの数字を残す。しかしチーム成績は下降線を辿り、マーティンはこのシーズンを最後に7シーズン過ごしたレイカーズからニューヨーク・ニックスに移籍することになった。

### セントルイス・ホークス
1956-57シーズンはニックスで13試合だけプレイし、シーズン途中でセントルイス・ホークスに移籍。ホークスにはジャック・マクマホンという司令塔が居たため、マーティンはシューティングガード的な役割を担うようになった。なお、このシーズンの8試合だけ、ホークスのヘッドコーチを務めている。ホークスもボブ・ペティット、エド・マコーレー、クリフ・ヘイガンという当時を代表するフロントラインを擁し、1957-58シーズンにはファイナルでボストン・セルティックスを破り、マーティンは5つ目のチャンピオンリングを手に入れている。その後マクマホンがチームを去ったため、マーティンは再びチームの司令塔を務めるようになり、50年代を代表する強豪チームのホークスを支えた。ホークスでは4シーズンプレイし、34歳となった1959-60シーズンを最後に現役から引退した。
NBAでの通算成績は745試合の出場で、7,737得点（平均9.8アシスト）3,160アシスト（平均4.2アシスト）だった。

### プレースタイルと業績
身長178cmと50年代のNBAにおいても身長は低い方だったが、彼はそのハンディを克服し、低身長選手の中で最も成功した選手の一人となった。愛称の"Dugie"は漫画『Mutt and Jeff』の登場人物に似ていたことから。
- NBAファイナル制覇：1950年, 1952年, 1953年, 1954年, 1958年
- オールスターゲーム：1953年－1959年
- オールNBA2ndチーム：1955年－1959年
- バスケットボール殿堂

## 引退後・その他
- 1967-68シーズンからの2シーズン、ABAのヒューストン・マーベリックスでヘッドコーチを務めた。NBA/ABAでのコーチ通算成績は98試合37勝61敗、勝率.378。
- マーティンの母校であるジェファーソン・デイビス高校では、彼の名前を冠した"スレーター・マーティン・ゴルフ・トーナメント"というチャリティーゲームがあり、毎年数万ドルを集めている。

## 個人成績
| *    | リーグ1位       |
| 太字 | キャリアハイ    |
| †    | NBAチャンピオン |

### レギュラーシーズン
| Season   | Team     | GP  | MPG  | FG%  | FT%  | RPG | APG | PPG  |
| -------- | -------- | --- | ---- | ---- | ---- | --- | --- | ---- |
| 1949–50† | MNL      | 67  | –    | .351 | .634 | –   | 2.2 | 4.0  |
| 1950–51  | MNL      | 68  | –    | .362 | .684 | 3.6 | 3.5 | 8.5  |
| 1951–52† | MNL      | 66  | 37.6 | .375 | .747 | 3.5 | 3.8 | 9.3  |
| 1952–53† | MNL      | 70  | 36.5 | .410 | .780 | 2.7 | 3.6 | 10.6 |
| 1953–54† | MNL      | 69  | 35.8 | .388 | .724 | 2.4 | 2.9 | 9.9  |
| 1954–55  | MNL      | 72  | 38.7 | .381 | .769 | 3.6 | 5.9 | 13.6 |
| 1955–56  | MNL      | 72  | 39.4 | .358 | .833 | 3.6 | 6.2 | 13.2 |
| 1956–57  | NYK      | 13  | 32.8 | .344 | .830 | 3.2 | 3.0 | 8.5  |
| 1956–57  | STL      | 53  | 37.3 | .330 | .782 | 4.6 | 4.3 | 11.5 |
| 1957–58† | STL      | 60  | 35.0 | .336 | .746 | 3.8 | 3.6 | 12.0 |
| 1958–59  | STL      | 71  | 35.3 | .347 | .776 | 3.6 | 4.7 | 9.7  |
| 1959–60  | STL      | 64  | 27.4 | .371 | .726 | 2.9 | 5.2 | 6.2  |
| Career   | Career   | 745 | 35.9 | .364 | .762 | 3.4 | 4.2 | 9.8  |
| All-Star | All-Star | 7   | 25.7 | .302 | .667 | 2.1 | 4.0 | 5.7  |

### プレーオフ
| Year   | Team   | GP | MPG   | FG%  | FT%  | RPG | APG | PPG  |
| ------ | ------ | -- | ----- | ---- | ---- | --- | --- | ---- |
| 1950†  | MNL    | 12 | –     | .420 | .583 | –   | 2.1 | 4.7  |
| 1951   | MNL    | 7  | –     | .353 | .519 | 6.0 | 3.6 | 7.1  |
| 1952†  | MNL    | 13 | 40.2  | .345 | .732 | 2.8 | 4.3 | 9.0  |
| 1953†  | MNL    | 12 | 37.8  | .398 | .765 | 2.6 | 3.6 | 10.1 |
| 1954†  | MNL    | 13 | 41.0  | .330 | .743 | 2.2 | 4.6 | 9.7  |
| 1955   | MNL    | 7  | 45.0* | .298 | .816 | 4.0 | 4.4 | 13.7 |
| 1956   | MNL    | 3  | 40.3  | .459 | .833 | 2.3 | 5.0 | 18.0 |
| 1957   | STL    | 10 | 43.9  | .355 | .757 | 4.2 | 4.9 | 16.6 |
| 1958†  | STL    | 11 | 37.8  | .321 | .619 | 4.4 | 3.6 | 11.5 |
| 1959   | STL    | 1  | 18.0  | .800 | –    | 3.0 | 2.0 | 8.0  |
| 1960   | STL    | 3  | 19.3  | .077 | .250 | 1.0 | 2.7 | 1.0  |
| Career | Career | 92 | 39.4  | .351 | .715 | 3.4 | 3.8 | 10.0 |